# Lisa Spoonauer
Lisa Ann Spoonauer (ur. 6 grudnia 1972, zm. 21 maja 2017) – amerykańska aktorka charakterystyczna, wystąpiła w roli Caitlin Bree w filmie Clerks – Sprzedawcy.

## Życiorys
Urodziła się w Rahway, zaś wychowywała w Freehold Township. W 1992 została zauważona przez Kevina Smitha, który zaprosił ją do współpracy przy jednym ze swoich pierwszych filmów pt. Clerks – Sprzedawcy, gdzie wcieliła się w postać Caitlin Bree. Pomimo sukcesu produkcji Spoonauer nie kontynuowała kariery aktorskiej występując jeszcze jedynie w 1997 w filmie Bartender. W latach 2000–2001 podkładała głos w miniserialu Clerks: The Animated Series. Przez rok była żoną poznanego na planie Clerks – Sprzedawcy, aktora Jeffa Andersona, zaś następnie związana była z Tomem Caronem, z którym miała cókę Mie. 

## Filmografia
- Shooting Clerks (2016)
- Clerks: The Animated Series (2002)
- Bartender (1997)
- Clerks – Sprzedawcy (1994)